# Witold Stankiewicz (historyk)
Witold Stanisław Stankiewicz (ur. 30 sierpnia 1919 w Kargoszynie, pow. ciechanowski, zm. 27 maja 2019 w Warszawie) – polski historyk dziejów najnowszych, profesor nauk humanistycznych, bibliotekarz, wydawca źródeł. W latach 1962–1982 dyrektor Biblioteki Narodowej.

## Życiorys
Od 1936 pracownik Spółdzielni Spożywców w Ciechanowie, w latach 1939–1950 w Warszawie. Po 1945 studiował filologie polską na UW, której nie ukończył. Od października do grudnia 1950 słuchacz Studium Przygotowawczego do Instytutu Kształcenia Kadr Naukowych. Od 16 grudnia 1950 do 31 grudnia 1953 aspirant przy Katedrze Historii Polski Instytutu Kształcenia Kadr Naukowych. Od października 1954 zatrudniony w Wydziale Nauki KC PZPR. Studia na UW ukończył w 1956. W latach 1955–1999 pracownik Instytutu Historii PAN, od 1962 do 1982 dyrektor Biblioteki Narodowej. W latach 1972–1981 przewodniczący Stowarzyszenia Bibliotekarzy Polskich. Od 1955 do śmierci był członkiem Towarzystwa Miłośników Historii.
Doktorat w 1961 (Konflikty społeczne na wsi polskiej w latach 1918–1920; promotor: Henryk Jabłoński), habilitacja w 1971, profesor nadzwyczajny – 1977. W latach 1937–1939 członek SL i ZMW „Wici”, w latach 1946–1948 członek Związku Niezależnej Młodzieży Socjalistycznej, w okresie 1948–1949 członek Związku Akademickiej Młodzieży Polskiej, od 1948 członek PPS, następnie PZPR. Od 1996 profesor Wyższej Szkoły Humanistycznej w Pułtusku. Założyciel (1965) i do 1982 redaktor naczelny „Rocznika Biblioteki Narodowej”. Zajmował się historią wsi, ruchu ludowego oraz bibliotekarstwa.
Autor haseł w Polskim Słowniku Biograficznym i Słowniku biograficznym działaczy polskiego ruchu robotniczego.
Pochowany na Cmentarzu Wojskowym na Powązkach w Warszawie (kwatera A 38-8-20).

## Odznaczenia
- Krzyż Komandorski Orderu Odrodzenia Polski (1979)[8]